# Amandine Verstappen
Amandine Verstappen (Rocourt, 27 april 1999) is een Belgische motorcrosster. Ze is de eerste Belgische die een Grand Prix won.

## Levensloop
Verstappen woont met haar familie in Bitsingen, in de provincie Luik. Ze heeft twee broers en een zus. Ze kreeg de liefde voor de sport mee van haar vader Stéphane, die wedstrijden heeft gereden in de AMPL. Hij bracht het tot bij de Seniores. Zelf begon Verstappen ook haar carrière in de AMPL op een 50cc. Ze werd meteen kampioene en stapte het jaar daarop over op een 65cc, waarmee ze derde werd. Een volgende titel volgde een jaar later, op een 85cc. Daarna ging Verstappen vooral in Frankrijk rijden, voornamelijk omdat het niveau daarin het WK-niveau het meeste benaderde.
Verstappen maakte haar debuut in het Wereldkampioenschap voor vrouwen (WMX) in 2014, met een wildcard tijdens de Grand Prix van Nederland in Valkenswaard op een KTM. Vanaf het seizoen 2015 kwam ze voltijds uit in het WK. Voor het seizoen 2019 maakte ze de overstap naar Yamaha. Van 2020-2022 reed Verstappen met Kawasaki. In 2023 weer op een Yamaha.

## Palmares

### WK motorcross (WMX)
Eindklasseringen
| 2015 | 2016 | 2017 | 2018 | 2019 | 2020 | 2021 | 2022 | 2023 |
| ---- | ---- | ---- | ---- | ---- | ---- | ---- | ---- | ---- |
| 4e   | 6e   | 6e   | 6e   | 4e   | 14e  | 6e   | 6e   | 19e  |

### Grands prix
2014
- GP van  Qatar (Losail) - /
- GP van  Trentino (Italië) (Pietramurata) - /
- GP van  Nederland (Valkenswaard) - 37ste
- GP van  Frankrijk (Saint-Jean-d'Angély) - /
- GP van  Duitsland (Teutschenthal) - /
- GP van  Tsjechië (Loket) - /

2015
- GP van  Qatar (Losail) - 8ste
- GP van  Thailand (Nakhonchaisri) - 8ste
- GP van  Verenigd Koninkrijk (Matterley Basin) - 5de
- GP van  Frankrijk (Villars-sous-Écot) - 5de
- GP van  Duitsland (Teutschenthal) - 7de
- GP van  Tsjechië (Loket) -

2016
- GP van  Qatar (Losail) - 9de
- GP van  Europa (Valkenswaard) (Nederland) - 4de
- GP van  Duitsland (Teutschenthal) - 5de
- GP van  Frankrijk (Saint-Jean-d'Angély) - 5de
- GP van  Lombardije (Italië) (Mantova) - 4de
- GP van  Zwitserland (Frauenfeld-Gachnang) - 5de
- GP van  Nederland (Assen) - /

2017
- GP van  Indonesië (Pangkal Pinang) - 8ste
- GP van  Trentino (Italië) (Pietramurata) - 6de
- GP van  Frankrijk (Ernée) - 9de
- GP van  Tsjechië (Loket) -
- GP van  Nederland (Assen) - 6de
- GP van  Pays de Montbéliard (Frankrijk) (Villars-sous-Écot) – 6de

2018
- GP van  Trentino (Italië) (Pietramurata) - 5de
- GP van  Portugal (Águeda) - 5de
- GP van  Duitsland (Teutschenthal) - 16de
- GP van  Lombardije (Italië) (Ottobiano) - 6de
- GP van  Nederland (Assen) - 4de
- GP van  Italië (Imola) - 4de

2019
- GP van  Nederland (Valkenswaard) - [7]
- GP van  Portugal (Águeda) - 9de
- GP van  Tsjechië (Loket) - 4de
- GP van  Italië (Imola) - 4de
- GP van  Turkije (Afyonkarahisar) - 4de

2020
- GP van  Verenigd Koninkrijk (Matterley Basin) - 11de
- GP van  Nederland (Valkenswaard) - 37ste
- GP van  Lombardije (Italië) (Mantova) - /
- GP van  Città di Mantova (Italië) (Mantova) - 7de
- GP van  Trentino (Italië) (Pietramurata) - /